# Branko Bošković
Branko Bošković (Kyrillisch: Бранко Бошковић), (* 21. Juni 1980 in Bačka Topola) ist ein ehemaliger montenegrinischer Fußballspieler.

## Karriere

### Verein
Branko Bošković, dessen Vater aus Montenegro stammt, begann seine Karriere beim FK Mogren und wechselte im Januar 1999 zum FK Roter Stern Belgrad. 
Mit Roter Stern Belgrad wurde er 2000 und 2001 Meister und 2000 und 2002 Pokalsieger. Zur Saison 2003/04 wechselte er für 6 Millionen Euro zu Paris Saint-Germain und wurde in seiner ersten Saison bereits Vizemeister und Pokalsieger. In der Saison 2005/06 wurde er an ES Troyes AC ausgeliehen. Nachdem sein Vertrag im Sommer 2006 nicht verlängert worden war, war Bošković vereinslos und hielt sich beim FK Belgrad fit. 
Im Januar 2007 wechselte er zum SK Rapid Wien, mit dem er 2008 österreichischer Meister wurde. 
Im Sommer 2010 kehrte er Wien den Rücken und wechselte nach Washington, D.C. in die USA zu D.C. United. Er besaß dort bis Ende Juni 2012 den Status eines Designated Players, d. h. sein Gehalt fiel nicht unter die allgemeinen Regelungen der Major League Soccer. Am 29. Juni 2012 gab D.C. United bekannt, dass Bošković einen neuen Einjahresvertrag unterzeichnet habe und fortan nicht mehr als Designated Player gilt. 
Am 19. Januar 2013 gab der SK Rapid Wien die erneute Verpflichtung von Bošković bekannt. Nach 29 Ligaspielen und vier erzielten Toren wurde sein Vertrag im Sommer 2014 nicht verlängert, womit er vereinslos wurde.

### Nationalmannschaft
Für das Nationalteam von Serbien und Montenegro spielte er zwölfmal und erzielte zwei Tore. Zuletzt spielte er im Oktober 2005 im WM-Qualifikationsspiel gegen Litauen. Nach der Trennung des Staatenbundes entschied sich Bošković zukünftig für Montenegro zu spielen, dessen Fußballverband (Fudbalski Savez Crne Gore - FSCG) vom jugoslawischen Ex-Nationalspieler Dejan Savićević geleitet wird. 
Im ersten Spiel des neugegründeten montenegrinischen Verbandes kam Bošković gegen Ungarn zum Einsatz, spielte durch und übernahm nach Auswechslung von Kapitän Mirko Vučinić gegen Ende des Spiels die Kapitänsschleife.